# Gai Corneli (tribú)
Gai Corneli (en llatí Caius Cornelius) va ser un magistrat romà. Formava part d'una branca plebea de la gens Cornèlia.
Va ser qüestor de Pompeu el gran. L'any 67 aC era tribú de la plebs i va proposar una llei al senat romà per prohibir acceptar diners d'ambaixadors estrangers, que va ser rebutjada, ja que els senadors eren els primers que rebien els diners, pràctica que havia comportat nombrosos suborns i corrupcions. Després va proposar una llei per la que ningú podia ser exclòs de les obligacions d'una llei sense sanció popular, però com que això disminuïa el poder del senat, el seu col·lega Servili Globule va obstaculitzar-ne la presentació i quan finalment Gai Corneli va llegir la proposta, va esclatar un tumult, però no hi va intervenir i ja es va donar per satisfet que haguessin estat presents 200 senadors que era requisit de validesa. La llei principal del seu tribunat fou la Lex Cornelia que comprovava la imparcialitat dels edictes ocasionals ("ut praetores ex edictis suis perpetuis jus dicerent"). Quan es va acabar el seu any de mandat va ser acusat de majestas (traïció) per Publi Comini, però no va prosperar. L'acusació es va renovar l'any 65 aC, i va ser defensat per Ciceró. Va ser absolt.